# Укладчик текста
Укла́дчик те́кста — профессия в кинематографе при осуществлении дубляжа кинофильма на другой язык. В процессе укладки подготовленного переводчиком текста отдельные слова и даже предложения реплик могут заменяться близкими по смыслу, чтобы добиться наиболее точного артикуляционного совпадения с изображением на экране. Укладка текста может производиться не только для речи, но и для музыкальных песенных номеров.
При качественной укладке в результате дубляжа у зрителей создаётся впечатление, что актёры на экране говорят и двигают губами на языке перевода. При этом важно попадание в смыкания, то есть моменты, когда губы актёра при произнесении фразы сомкнуты. Для этого фонетическая структура слов перевода должна совпадать со структурой оригинала. Например, буквам «П», «Б» могут соответствовать согласные «М», «В» или «Ф». Также, длина слов и фраз должны совпадать, чтобы актёру дубляжа не приходилось произносить окончание фразы, когда актёр на экране её уже закончил, и наоборот. Иногда качественная укладка вынуждает производить перестановку фраз или даже реплик актёра местами. В результате перевод может напоминать оригинальный текст лишь общим смыслом и интонацией. Однако грамотный профессиональный перевод, кроме укладки текста, предусматривает обязательное сохранение оригинальных шуток и аллюзий. Стихи переводятся также стихами, что особенно сложно для укладки. Поэтому укладка текста — кропотливая и высококвалифицированная работа для опытного литературного редактора.
Качественная укладка текста возможна не всегда, потому что разные языки имеют различную структуру и длину фраз. Например, английские фразы почти всегда короче их русского перевода. Но на крупных планах укладка обязательна, потому что артикуляция отчётливо видна. На средних и особенно общих планах несовпадение реплик и артикуляции почти незаметно. Укладка текста применяется только при полном дублировании фильма, когда оригинальная речь целиком удаляется из фонограммы и её замещают переводом. При закадровом переводе, когда зритель слышит оригинальную фонограмму и перевод одновременно, укладка не требуется.
Дубляж иностранных фильмов, закупаемых централизованно, в СССР осуществлялся на киностудиях профессиональными коллективами, что обеспечивало высокое качество попадания текста и работы актёров. Кроме того, технология подготовки иностранных фильмов к советскому прокату предусматривала полную переработку материала и изготовление новых дубльнегативов изображения и фонограммы. По цензурным соображениям в иностранных фильмах зачастую менялось монтажное решение и отдельные сцены вырезались. Поэтому для хорошей укладки текста допускалось удаление коротких фрагментов фильма, содержащих реплики длиной в одну-две фразы и не меняющих содержание диалогов. Перевод вырезанных фраз мог быть наложен на оставшуюся часть изображения, если лучше попадал в артикуляцию.